# Sashimi

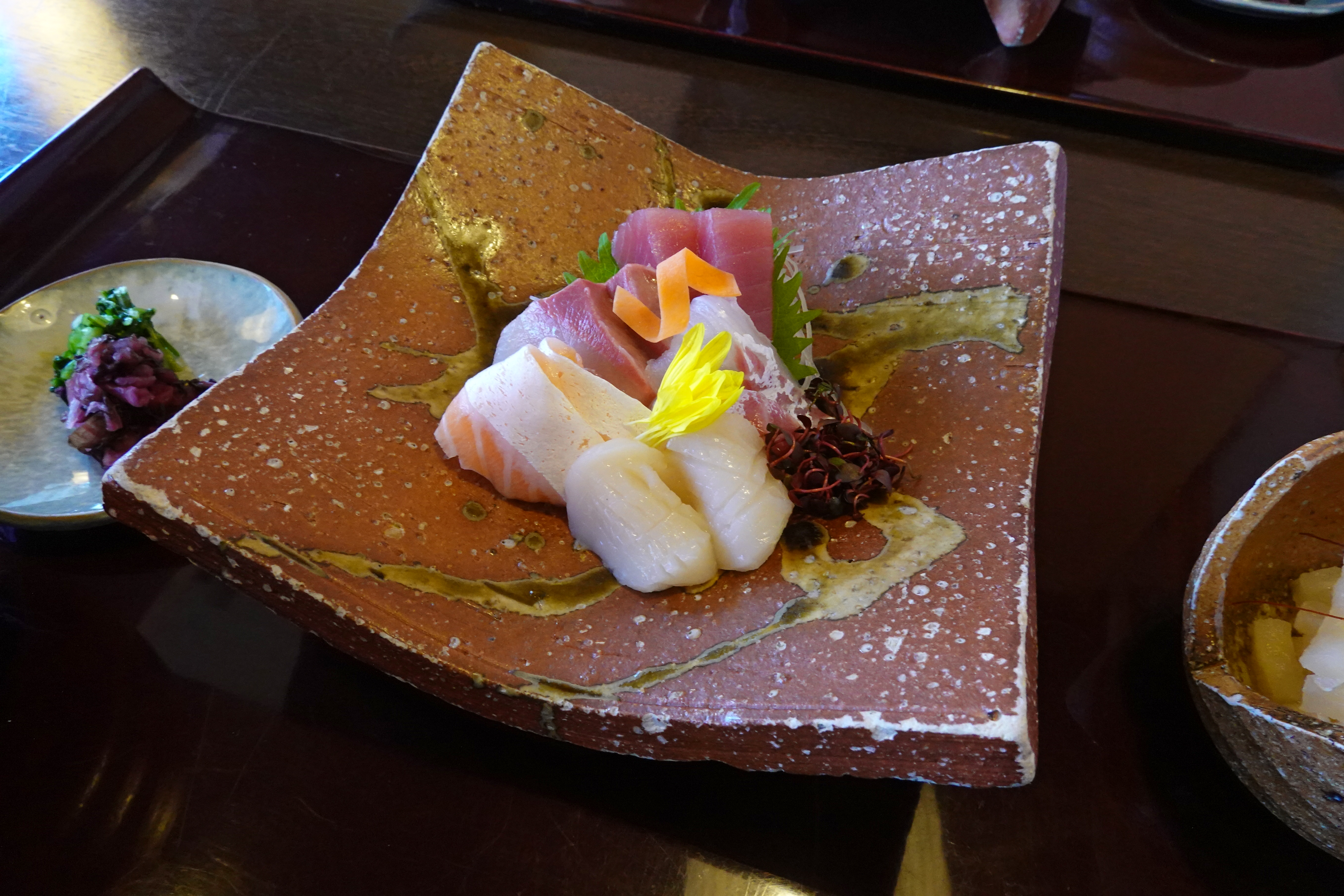
Sashimi en un plato de Shigaraki-yaki.

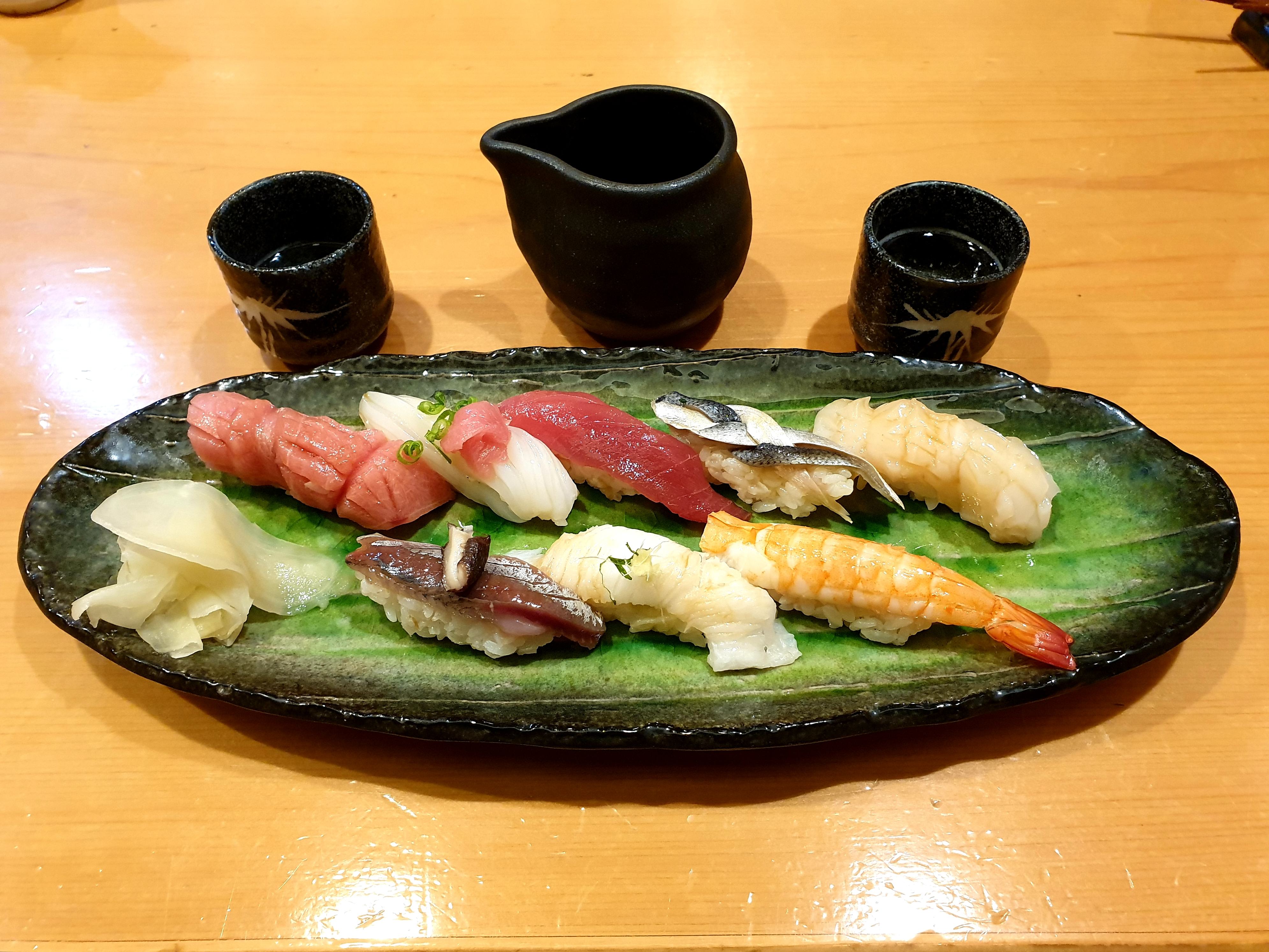
Tradicional Sashimi

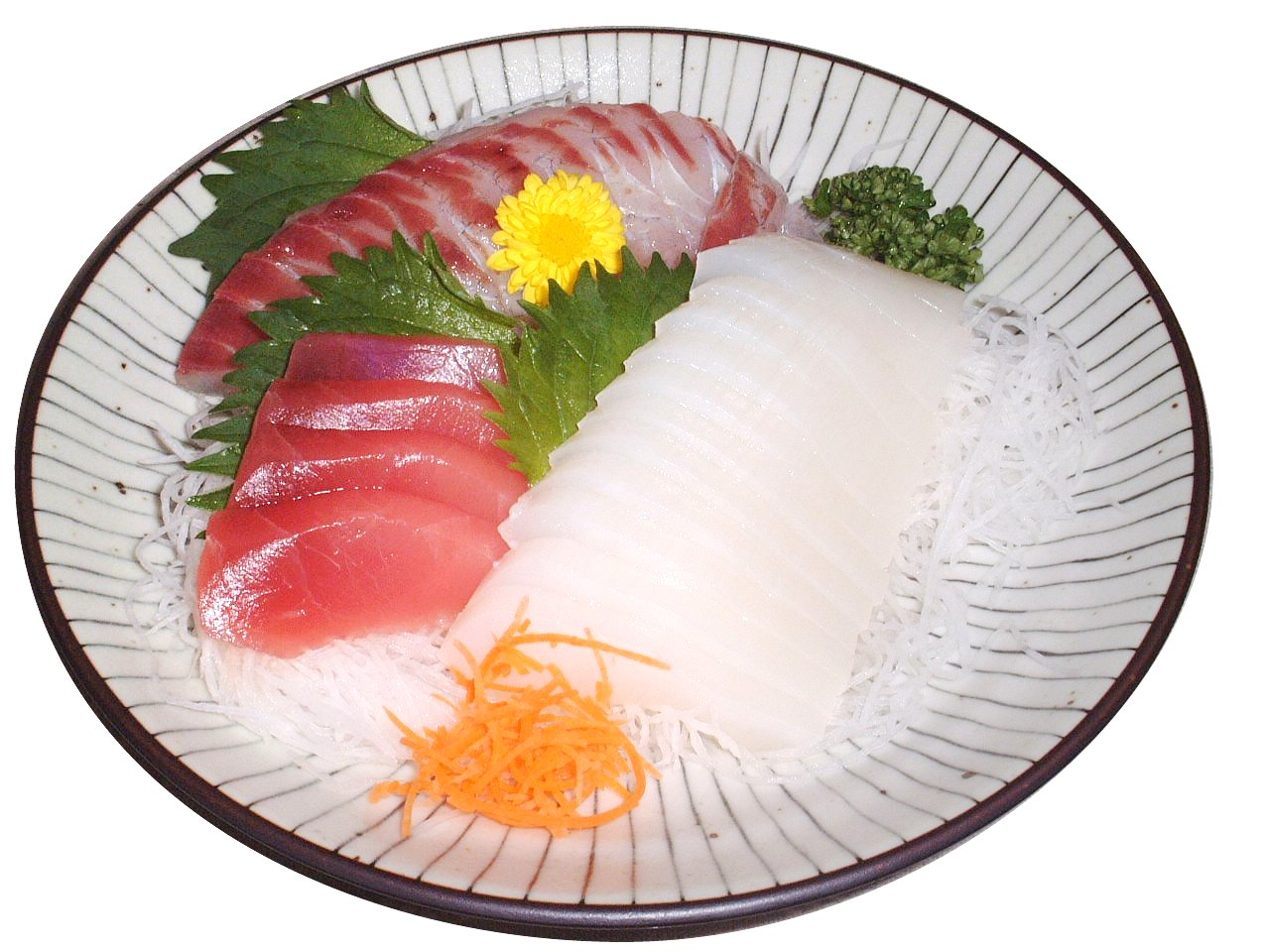
Plato de sashimi.

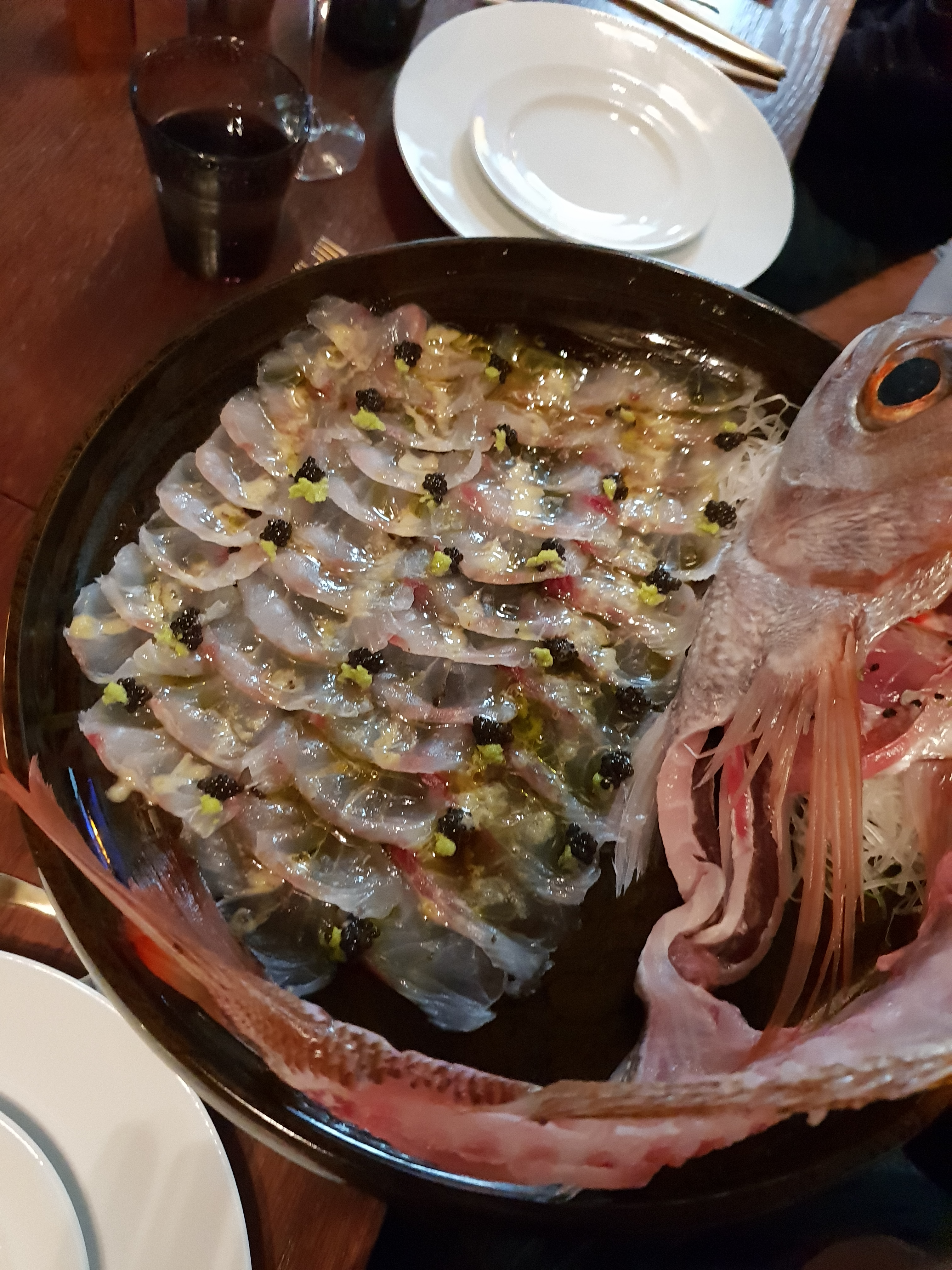
Sashimi artesanal.

El sashimi (刺身?) es un plato japonés que consiste principalmente en mariscos o pescado crudos, cortados finamente, aunque no tanto como un carpaccio. 
Se sirve junto a ellos una salsa (como salsa de soja, que es salada, con wasabi, un condimento japonés picante, o bien salsa ponzu) y un aderezo simple como rábano daikon rallado. Lo habitual es que los ingredientes se sirvan en crudo, aunque algunos se cocinan un poco, como el pulpo que se hierve ligeramente. Menos frecuentes, aunque no por ello desconocidos, son los sashimis vegetarianos como el de yuba (extracto cuajado de leche de soja), o de carnes rojas crudas de vacuno o de caballo.
El nombre sashimi viene de la cola de pez que se ponía junto a las rodajas, de manera que se pudiera reconocer de qué tipo era.
Se suele servir con rodajas pequeñas de jengibre en conserva, que se ingieren entre un tipo de sashimi y otro, es decir cuando se va a cambiar de sabor. Las lonchas se pueden tomar solas o mojadas en la salsa.
Se podría decir, simplificando, que el sashimi es similar al sushi pero sin arroz, aunque el repertorio de ingredientes del sushi es mucho más amplio, incluidos vegetales, tales como el pepino, o tortilla, etc. 

### Seguridad
Al igual que otros alimentos crudos, consumir sashimi puede provocar enfermedades causadas cuando hay bacterias o parásitos presentes; por ejemplo, la anisakiasis es una enfermedad causada por la ingestión accidental de larvas de nematodos de la familia Anisakidae, principalmente Anisakis simplex pero también Pseudoterranova decipiens. Además, el pescado Fugu mal preparado puede contener tetrodotoxina, una potente neurotoxina. Otro tipo de enfermedad transmitida por el sashimi que podría ocurrir después de consumir sashimi contaminado es la difilobotriasis. Esta enfermedad es una infección dentro de los intestinos que ocurre cuando se consume la tenia Diphyllobothrium latum. Los peces comunes como la trucha, el salmón, el lucio y la lubina albergan estas larvas parásitas en sus músculos. Debido a la innovación del sistema de transporte refrigerado combinado con el consumo de salmón y trucha, cada año se registra un número creciente de casos en el norte de Japón debido a la propagación de esta enfermedad.